# Michael Wichterich
Michael Wichterich (* 24. Januar 1973) ist ein deutscher Basketballfunktionär und ehemaliger -spieler.

## Laufbahn
Wichterich spielte in der Jugend des Godesberger TV und später für die Herren des GTV in der 2. Basketball-Bundesliga. Nach einem Jahr bei Lotus München (damals 2. Bundesliga Süd) lief der zwei Meter großer Flügelspieler für den Rhöndorfer TV auf, im Spieljahr 1994/95 stieg er mit dem RTV als Meister der Nordstaffel der 2. Basketball-Bundesliga in die Basketball-Bundesliga auf und gehörte anschließend auch in der höchsten deutschen Liga zur Mannschaft. 1999 erreichte er mit Rhöndorf das Halbfinale der Bundesliga-Meisterrunde, ab dem Spieljahr 1999/2000 ging er mit der Mannschaft nach der Übertragung der Bundesliga-Lizenz an die neugegründeten Skyliners Frankfurt wieder in der zweiten Liga ins Rennen. Er spielte bis 2002 für Rhöndorf in der zweiten Liga.
2003 übernahm Wichterich, der zwischen 1993 und 1999 Volkswirtschaft an der Rheinischen Friedrich-Wilhelms-Universität in Bonn studierte, bei der Rhöndorfer Mannschaft das Amt des Geschäftsführers, während der hauptberuflich im Bereich Marketing und Kommunikation tätig war. 2013 wechselte er als Sportlicher Leiter zum Bundesligisten Telekom Baskets Bonn. Im Mai 2021 verließ er die Bonner und wurde als Geschäftsführer der Schloss Hagerhof GmbH & Co. KG (Dienstantritt im Herbst 2021) tätig.